# Tarzan & Jane (dal)
A Tarzan & Jane című dal a dán Toy-Box nevű duó debütáló kislemeze a Fantastic című albumról. A dal 1998-ban jelent meg Németországban, majd 1999-ben ismét kiadták, hogy egybeessen a Disney Tarzan című rajzfilm premierjével. A dal slágerlistás helyezés volt Dániában, Hollandiában, Norvégiában és Svédországban.

## Megjelenések
CD Single  Ausztrália Edel – 0099845 ULT
1. Tarzan & Jane (Single Version) 2:59
2. Tarzan & Jane (Maxi Version) 4:07
3. Tarzan & Jane (Club Version) 4:10 Remix – Holger Lagerfeldt

## Slágerlista
| Slágerlista(1998)                  | Legjobb helyezés |
| ---------------------------------- | ---------------- |
| Ausztrália (ARIA)                  | 41               |
| Ausztria (Ö3 Austria Top 40)       | 28               |
| Belgium (Ultratop 50 Flanders)     | 2                |
| Belgium (Ultratop 50 Wallonia)     | 4                |
| Denmark (Tracklisten)              | 2                |
| Europe (Eurochart Hot 100)         | 27               |
| Németország (Media Control Charts) | 37               |
| Hollandia (Top 40)                 | 2                |
| Netherlands (Single Top 100)       | 2                |
| Új-Zéland (Recorded Music NZ)      | 27               |
| Norvégia (VG-lista)                | 3                |
| Svédország (Sverigetopplistan)     | 8                |
| Svájc (Schweizer Hitparade)        | 34               |
| Slágerlista(1999)                  | Legjobb helyezés |
| Europe (European Hot 100 Singles)  | 27               |
| Europe (Eurochart Hot 100)         | 15               |